# Ischnura posita
Ischnura posita е вид водно конче от семейство Coenagrionidae. Видът не е застрашен от изчезване.

## Разпространение
Разпространен е в Белиз, Гватемала, Канада (Квебек, Манитоба, Нова Скотия, Нюфаундленд и Онтарио), Мексико (Идалго, Кампече и Кинтана Ро) и САЩ (Айова, Алабама, Арканзас, Вашингтон, Вирджиния, Върмонт, Делауеър, Джорджия, Западна Вирджиния, Илинойс, Индиана, Канзас, Кентъки, Кънектикът, Луизиана, Масачузетс, Мейн, Мериленд, Минесота, Мисисипи, Мисури, Мичиган, Небраска, Ню Джърси, Ню Йорк, Ню Хампшър, Оклахома, Охайо, Пенсилвания, Род Айлънд, Северна Каролина, Тексас, Тенеси, Уисконсин, Флорида, Хавайски острови и Южна Каролина).

## Описание
Популацията на вида е стабилна.